# Russell Westbrook
Russell Westbrook III (Long Beach, 1988. november 12. –) amerikai profi kosárlabdázó, a Denver Nuggets játékosa. Kilencszeres NBA All Star. Ötször volt az All-NBA második csapat tagja, és kétszer az első csapat tagja, valamint első évében az újonc csapatba is beválasztották. Tagja volt a 2010-ben világbajnok, 2012-ben olimpiai aranyérmet szerző amerikai válogatottnak.
2024 július 26-án írt alá a Denver Nuggetshez.

## Statisztikák
A Basketball Reference adatai alapján.

### NBA

#### Alapszakasz
| Év        | Csapat                | JM   | KM   | JP/M | MG%  | 3P%  | BD%  | L/M  | GP/M  | S/M | B/M | P/M   |
| --------- | --------------------- | ---- | ---- | ---- | ---- | ---- | ---- | ---- | ----- | --- | --- | ----- |
| 2008–2009 | Oklahoma City Thunder | 82   | 65   | 32.5 | .398 | .271 | .815 | 4.9  | 5.3   | 1.3 | 0.2 | 15.3  |
| 2009–2010 | Oklahoma City Thunder | 82   | 82   | 34.3 | .418 | .221 | .780 | 4.9  | 8.0   | 1.3 | 0.4 | 16.1  |
| 2010–2011 | Oklahoma City Thunder | 82   | 82   | 34.7 | .442 | .330 | .842 | 4.6  | 8.2   | 1.9 | 0.4 | 21.9  |
| 2011–2012 | Oklahoma City Thunder | 66   | 66   | 35.3 | .457 | .316 | .823 | 4.6  | 5.5   | 1.7 | 0.3 | 23.6  |
| 2012–2013 | Oklahoma City Thunder | 82   | 82   | 34.9 | .438 | .323 | .800 | 5.2  | 7.4   | 1.8 | 0.3 | 23.2  |
| 2013–2014 | Oklahoma City Thunder | 46   | 46   | 30.7 | .437 | .318 | .826 | 5.7  | 6.9   | 1.9 | 0.2 | 21.8  |
| 2014–2015 | Oklahoma City Thunder | 67   | 67   | 34.4 | .426 | .299 | .835 | 7.3  | 8.6   | 2.1 | 0.2 | 28.1* |
| 2015–2016 | Oklahoma City Thunder | 80   | 80   | 34.4 | .454 | .296 | .812 | 7.8  | 10.4  | 2.0 | 0.3 | 23.5  |
| 2016–2017 | Oklahoma City Thunder | 81   | 81   | 34.6 | .425 | .343 | .845 | 10.7 | 10.4  | 1.6 | 0.4 | 31.6* |
| 2017–2018 | Oklahoma City Thunder | 80   | 80   | 36.4 | .449 | .298 | .737 | 10.1 | 10.3* | 1.8 | 0.3 | 25.4  |
| 2018–2019 | Oklahoma City Thunder | 73   | 73   | 36.0 | .428 | .290 | .656 | 11.1 | 10.7* | 1.9 | 0.5 | 22.9  |
| 2019–2020 | Houston Rockets       | 57   | 57   | 35.9 | .472 | .258 | .763 | 7.9  | 7.0   | 1.6 | 0.4 | 27.2  |
| 2020–2021 | Washington Wizards    | 65   | 65   | 36.4 | .439 | .315 | .656 | 11.5 | 11.7* | 1.4 | 0.4 | 22.2  |
| 2021–2022 | Los Angeles Lakers    | 78   | 78   | 34.3 | .444 | .298 | .667 | 7.4  | 7.1   | 1.0 | 0.3 | 18.5  |
| 2022–2023 | Los Angeles Lakers    | 52   | 3    | 28.7 | .417 | .296 | .655 | 6.2  | 7.5   | 1.0 | 0.4 | 15.9  |
| 2022–2023 | Los Angeles Clippers  | 21   | 21   | 30.2 | .489 | .356 | .658 | 4.9  | 7.6   | 1.1 | 0.5 | 15.8  |
| 2023–2024 | Los Angeles Clippers  | 68   | 11   | 22.5 | .454 | .273 | .688 | 5.0  | 4.5   | 1.1 | 0.3 | 11.1  |
| 2024–2025 | Denver Nuggets        | 75   | 36   | 27.9 | .449 | .323 | .661 | 4.9  | 6.1   | 1.4 | .5  | 13.3  |
| Összesen  | Összesen              | 1237 | 1075 | 33.3 | .439 | .305 | .772 | 7.0  | 8.0   | 1.6 | 0.3 | 21.2  |
| All Star  | All Star              | 9    | 2    | 22.5 | .506 | .338 | .588 | 5.2  | 3.8   | 1.4 | 0.0 | 21.6  |

#### Play-in
| Év       | Csapat             | JM | KM | JP/M | MG%  | 3P%  | BD%  | L/M  | GP/M | S/M | B/M | P/M  |
| -------- | ------------------ | -- | -- | ---- | ---- | ---- | ---- | ---- | ---- | --- | --- | ---- |
| 2021     | Washington Wizards | 2  | 2  | 35.0 | .387 | .000 | .824 | 11.0 | 10.0 | 2.0 | 1.0 | 19.0 |
| Összesen | Összesen           | 2  | 2  | 35.0 | .387 | .000 | .824 | 11.0 | 10.0 | 2.0 | 1.0 | 19.0 |

#### Rájátszás
| Év       | Csapat                | JM  | KM  | JP/M | MG%  | 3P%  | BD%  | L/M  | GP/M | S/M | B/M | P/M  |
| -------- | --------------------- | --- | --- | ---- | ---- | ---- | ---- | ---- | ---- | --- | --- | ---- |
| 2010     | Oklahoma City Thunder | 6   | 6   | 35.3 | .473 | .417 | .842 | 6.0  | 6.0  | 1.7 | 0.2 | 20.5 |
| 2011     | Oklahoma City Thunder | 17  | 17  | 37.5 | .394 | .292 | .852 | 5.4  | 6.4  | 1.4 | 0.4 | 23.8 |
| 2012     | Oklahoma City Thunder | 20  | 20  | 38.4 | .435 | .277 | .802 | 5.5  | 5.8  | 1.6 | 0.4 | 23.1 |
| 2013     | Oklahoma City Thunder | 2   | 2   | 34.0 | .415 | .222 | .857 | 6.5  | 7.0  | 3.0 | 0.0 | 24.0 |
| 2014     | Oklahoma City Thunder | 19  | 19  | 38.7 | .420 | .280 | .884 | 7.3  | 8.1  | 2.2 | 0.3 | 26.7 |
| 2016     | Oklahoma City Thunder | 18  | 18  | 37.4 | .405 | .324 | .829 | 6.9  | 11.0 | 2.6 | 0.1 | 26.0 |
| 2017     | Oklahoma City Thunder | 5   | 5   | 38.8 | .388 | .265 | .800 | 11.6 | 10.8 | 2.4 | 0.4 | 37.4 |
| 2018     | Oklahoma City Thunder | 6   | 6   | 39.2 | .398 | .357 | .825 | 12.0 | 7.5  | 1.5 | 0.0 | 29.3 |
| 2019     | Oklahoma City Thunder | 5   | 5   | 39.4 | .360 | .324 | .885 | 8.8  | 10.6 | 1.0 | 0.6 | 22.8 |
| 2020     | Houston Rockets       | 8   | 8   | 32.8 | .421 | .242 | .532 | 7.0  | 4.6  | 1.5 | 0.3 | 17.9 |
| 2021     | Washington Wizards    | 5   | 5   | 37.2 | .333 | .250 | .791 | 10.4 | 11.8 | 0.4 | 0.2 | 19.0 |
| 2023     | Los Angeles Clippers  | 5   | 5   | 38.5 | .410 | .357 | .880 | 7.6  | 7.4  | 1.2 | 1.4 | 23.6 |
| 2024     | Los Angeles Clippers  | 6   | 0   | 19.0 | .260 | .235 | .615 | 4.2  | 1.7  | .12 | 0.5 | 6.3  |
| Összesen | Összesen              | 122 | 116 | 36.7 | .405 | .297 | .825 | 7.0  | 7.5  | 1.7 | 0.3 | 23.6 |

### Egyetem
| Év        | Csapat   | JM | KM | JP/M | MG%  | 3P%  | BD%  | L/M | GP/M | S/M | B/M | P/M  |
| --------- | -------- | -- | -- | ---- | ---- | ---- | ---- | --- | ---- | --- | --- | ---- |
| 2006–2007 | UCLA     | 36 | 1  | 9.0  | .457 | .409 | .548 | .8  | 0.7  | 0.4 | 0.0 | 3.4  |
| 2007–2008 | UCLA     | 39 | 34 | 33.8 | .465 | .338 | .713 | 3.9 | 4.3  | 1.6 | 0.2 | 12.7 |
| Összesen  | Összesen | 75 | 35 | 21.9 | .464 | .354 | .685 | 2.4 | 2.5  | 1.0 | 0.1 | 8.3  |

## Díjak

### NBA
- NBA Most Valuable Player (2017)
- 9× NBA All Star (2011–2013, 2015–2020)
- 2× NBA All Star-gála MVP (2015, 2016)
- 2× All-NBA Első csapat (2016, 2017)
- 5× All-NBA Második csapat (2011–2013, 2015, 2018)
- 2× All-NBA Harmadik csapat (2019, 2020)
- 2× NBA legtöbb pont (2015, 2017)
- 2× NBA legtöbb gólpassz (2018, 2019, 2021)
- NBA Első újonc csapat (2009)
- Az NBA 75. évfordulója csapatának tagja

### Egyetem
- 2008 All-Pac-10 Harmadik csapat
- 2008 Pac-10 Az év védekező játékosa
- 2008 Pac-10 All-Tournament csapat
- 2008 Pac-10 All-Defensive csapat
- 2008 CollegeInsider.com All-Defensive csapat

### Középiskola
- All-CIF Division I Első csapat
- All-State Harmadik csapat
- 2× Most Valuable Player of the Bay League